# 玉置富貴雄
玉置 富貴雄（たまおき ふきお、1944年9月24日 - ）は、日本の実業家。株式会社東武ストア代表取締役社長を経て、同社取締役会長。

## 人物・経歴
兵庫県出身。1968年神戸商科大学（現兵庫県立大学）商経学部卒業、主婦の店ダイエー（現ダイエー）入社。その後竹岸食肉専門学校卒業。1993年ダイエー取締役。1999年ダイエー常務執行役員。2001年丸紅入社。2003年東武ストア代表取締役副社長。2005年から東武ストア代表取締役社長を務め、コンビニエンスストアに流れている客を取り戻すため24時間営業の店舗を増やすなどの改革を行い、V字回復を果たした。2016年東武ストア顧問。2017年に東武ストア代表取締役社長に復帰。2019年東武ストア取締役会長。